# José Santander Achurra
José Ramón Santander Achurra; (Melipilla, 3 de noviembre de 1834 - Santiago, 14 de marzo de 1902). Fue un agricultor y político liberal chileno. Hijo de Pedro Nolasco Santander Achurra y Carmen Achurra Puelma. Contrajo nupcias con Elena del Carmen Ugalde Achurra.
Educado en el Colegio de los Sagrados Corazones de Santiago, tras egresar de humanidades (1851), se dedicó a las labores agrícolas en los fundos de su padre, en la zona de Melipilla y Maipo.
Compró terrenos en el sur, donde inició una empresa ganadera y lechera, en Mariquina. Se instaló entonces en su fundo en Valdivia, donde vivió muchos años.
Militante del Partido Liberal Democrático, fue elegido Diputado por Valdivia y La Unión (1891-1894), formando parte de la comisión permanente de Hacienda e Industrias.